# 終極一班4
《終極一班4》（英語：KO ONE: RE-MEMBER）2016年中國大陸、台灣两岸合拍的網路偶像劇，由八大電視﹑可米傳媒有限公司﹑由曾沛慈、宏正、偉晉、文雨非、執、何海東、蔣蕊澤領協主演，汪東城於最終回驚喜客串。

## 播出時間

### 首播
| 頻道         | 所在地 | 播映日期               | 播出時間                       | 備註               |
| ------------ | ------ | ---------------------- | ------------------------------ | ------------------ |
| 八大綜合台   | 臺灣   | 2016年6月27日－9月16日 | 每週一至週五晚間20:30-21:00    |                    |
| 愛奇藝台灣站 | 臺灣   | 2016年6月27日－9月16日 | 每週一至週五晚間21:00          |                    |
| 龍華偶像台   | 臺灣   | 2017年8月18日－9月7日  | 每週一至五20:00－22:00四集連播 | 中華電信MOD內首播  |
| YouTube      | 臺灣   | 2020年6月2日－ 7月1日  | 每天晚上19:30、20:00           | 網路頻道獨家首播。 |

## 登場人物

### 主要人物
| 演員   | 角色                                                                              | 介紹 | 戰力變化                                                                    |
| 曾沛慈 | 雷婷（King） 鐵時空：葉赫那拉．宇香（葉宇香） 銀時空：小慈（孫尚香） 銅時空: 潔客 | 高階異能行者→麻瓜→高階異能行者 正常→中毒（終極一班5） 終極一班老大，18歲，個性獨立淡漠，行事明快果決﹑不拖泥帶水，有著王者領袖的氣質，以自己的方式守護著班上同學。處事風格冷靜沉穩。有時候因為愛面子不習慣在班上同學面前穿女裝。不顧勸阻堅持留在鐵時空陪在大東參加大戰，直到聽說終極一班有難而重返金時空，在呼延覺羅·脩的護送下返回金時空。卻遭到獨孤狼的襲擊，最後掉落山崖，被獨孤狼抓走。被困在獨孤狼秘密基地。後被辜戰及小慈救回，但戰力指數已歸零。59集吃下榊覔研製的藥後，逐漸恢復異能 | 9000+→0→13000+                                                              |
| 曾沛慈 | 小慈 （孫尚香） 鐵時空：葉赫那拉．宇香（葉宇香） 銅時空：潔客 金時空：雷婷        | 麻瓜（未開發高階異能行者）→高階異能行者 個性活潑可愛，曾假扮成雷婷，婆婆的孫女，很喜歡錢。在雷婷遭神秘人的襲擊重傷墜崖後，小慈因為被下了「領悟」的奇毒，在Bass的威脅下冒充雷婷進入終極一班。在11集時被瀧炫武挑戰，但表現出一副毫不懂得異能的反應。在劇情後期正式揭曉真正身分為銀時空真正的孫尚香。（因為真正的小慈在葉思偍殺害真正的孫堅一家時，被婆婆拿來代替孫尚香被葉思偍殺害） | 0（中毒後意外打開異能後）→8000~10000+ →11000+（獨孤狼事件恢復後）           |
| 羅宏正 | 辜戰 鐵時空：呼延覺羅．蒼穹 銀時空：黃忠 銅時空：勾追                             | 高階異能行者（未開發獨孤狼血脈混元高階異能行者）→獨孤狼血脈混元高階異能行者 正常→下落不明（終極一班5） 武器：豬狗不如強強棍~淚牛滿面打光棍1111 18歲，在雷婷離開終極一班後，終極一班實際老大，後因怕終極一班老大的位置，被八大高校其他學生搶走，於是與止戈戰鬥，後因失敗但還是實際上的老大，在雷婷離開了終極一班沒讓終極一班四分五裂，後在臥底時，因得到獨孤狼的家傳武器，所以戰力指數開發到15200點。曾被止水下了阿爸的願望而導致異能短暫退化。 與止水的關係既尊敬又恨，止水與獨孤狼的矛盾，使戰不能夠理解止水面對獨孤狼所做下的情緒化的反應，再加上被獨孤狼威脅的止水雪上加霜地四處散播戰與獨孤狼的父子關係，以致戰在走投無路下加入獨孤狼的行列。因為自己的主張的正義與對獨孤狼的在乎，背地裡偷偷向裘球與小慈通風報信，最終將獨孤狼的計畫終止，而獨孤狼則死在戰的懷裡。 擁有灰藍色般難以親近的高傲感，戰鬥是他生命最大的意義，在保護弱者的動力下，不斷追求更強。 裘球的男朋友。在裘球生病時不離不棄，以追到夢幻叭噗鼓勵裘球勇敢對抗病魔，成功追到裘球。因為自己是獨孤狼的兒子，曾一度與裘球提出分手。 | 9000（原） →15200+（擁有淚牛滿面打光棍1111後）                              |
| 黃偉晉 | 止戈 鐵時空：葉聖 銅時空：王大衛 銀時空2017：劉備                                 | 高階異能行者 正常→中毒（終極一班5） 武器：刑天盾 單純善良，書卷氣質，皮膚白皙，待人有禮，和平主義者，喜歡甜食，口頭禪「對不起，我不是故意的」。 信奉著｢辜戰一定是對的｣，和平主義者的他，只有在萬不得已的情況下，才會展示自己強大的戰力指數。 因為相信戰的內心埋怨止水，又加上戰的離開導致自己處在親情與友情間的難題上，也因為如此脫離「純善之人」，就此看不了金筆點龍。 | 10000                                                                       |
| 文雨非 | 裘球 鐵時空：吉吉如律．苓（小聾女） 銀時空：球兒 銅時空：尹小楓                   | 中階異能行者 武器：神隱喵喵爪 18歲，辜戰的女朋友，個性全寫在臉上，因此激發出辜戰對他的保護，因而漸漸喜歡辜戰，有非常強的畫畫功力。 曾患血癌。後經榊覔得到中萬鈞的骨髓，逐漸康復。在和獨孤狼大戰時，不顧一切替辜戰擋下獨孤狼的襲擊。 | 7200                                                                        |
| 趙志偉 | 執 銀時空2017：孫策                                                               | 高階異能行者 正常 武器：不按牌理出牌 18歲，喜歡小慈，本名顧執，終極一班的主要人物之一，人如其名，高傲又固執，有自己的原則，在轉入終極一班後，被小慈獨特的個性吸引，所以愛上了小慈，後得知小慈是銀時空的人後，放棄了家族事業，成為時空秩序守護者。 萬國國際地產集團的公子哥，玩世不恭，有傲氣，有赤子之心，但有時卻幼稚地偏執，是神所眷顧的男子，不僅智商超過一百八，連身高也是！！ | 14800+→9200+（壓抑）→11500~12000（與止戈對戰時）→15000+（獨孤狼事件恢復後） |
| 何海東 | 流塵                                                                              | 高階異能行者 正常 武器：透視機激光光鏡 18歲，之前一直把太陽當作妹妹，後來發現自己喜歡上太陽，是終極一班的智囊，也是終極一班的煞車，因帥氣的外表，所以走到哪都是焦點。 皇族後裔，聰明冷靜，溫文儒雅，帥氣外表人見人愛，所以是緋聞的絕緣體，是謎一般的男子！ | 6500~9500+ →9500+（獨孤狼事件回復後）                                       |
| 蔣蕊澤 | 太陽 銀時空2017：甘昭烈                                                           | 中高階異能行者 正常 武器：飛輪嗨嗨嗨 18歲，衝動,熱情，但也是位非常講義氣的人，最討厭人家說謊，因差點被辜戰打敗，而轉至終極一班。逐漸被辜戰冷酷的個性所吸引，暗戀辜戰。但在與獨孤狼大戰時，並未像裘球一樣以自己的性命保護辜戰，所以發現自己其實也沒有想象中地愛慕他。最終回給了榊覔追求自己的機會。 傳聞是全國最大礦業主的獨生女，也就是人稱的｢土豪女｣，因為個性衝動，有赤焱小辣椒之稱。 | 8000+                                                                       |

### 芭樂同學
| 演員                         | 角色                                                                  | 介紹 | 本劇劇終戰力 | 戰力變化   |
| 邵崇柏 （小猴） （強辯樂團） | 那個誰（胡以資） 銀時空：呂蒙 銅時空: 嚴睿                            | 中階異能行者 正常 18歲，武器：我敲我敲我敲敲敲之好棒棒，存在感很低即使人就站在身旁，當事人亦無所覺，名字聽過就忘，長相也相當模糊，對於他的一言一行，大家常會用自然環境的因素合理化，只是依稀記得彷彿班上有…「那個誰？」因為很喜歡玩踩影子的遊戲，所以可以神不知鬼不覺的的靠近對方。大多數都是從別人的右邊出來。雷婷的左右手之一。駭進獨孤狼實驗室的電腦，癱瘓系統讓辜戰可以成功救出雷婷。曾幫助黑龍破解王瑪麗的手機，進而發現kiss是止水的號碼。 |              | 6500~7500+ |
| 張皓明                       | 金寶三 鐵時空：任秂完弄．晨文（任晨文） 銀時空：蔣幹 銀時空2017：蔣幹 | 麻瓜 正常 40歲，終極一班的萬年班長，搞笑角色，芭樂高中最老的高中生，外表粗獷，內心膽小、欺善怕惡、喜歡依附強者、典型牆頭草性格。 總是見一個愛一個，喜歡到處向漂亮女生告白。 雖然平常看起來很欠扁，卻是終極一班不可或缺的甘草人物。 |              | 麻瓜       |
| 楊震震                       | 我步瞅 銀時空2017：文醜                                               | 金寶三的跟班。 |              | 麻瓜       |
| 林宥富                       | 甄德率                                                                | 金寶三的跟班。 |              | 麻瓜       |
| 陳妍汝                       | 卡麥隆鼻亞                                                            | |              | 麻瓜       |
| 王映婷                       | 歪雞                                                                  | 在第43集故意踩小慈的腳表示部分終極一班同學對小慈的不滿，甚至要向裘球潑水來表達不滿，被辜戰阻止。之後只向裘球道歉，並未向小慈道歉，最後點頭致意。 |              | 麻瓜       |
| 詹孟凡                       | 伊莉莎白泰辣                                                          | |              | 麻瓜       |
| 劉逸翔                       | 小毛勃道尼                                                            | |              | 麻瓜       |

### 火龍果高校
| 演員            | 角色   | 介紹 | 本劇劇終戰力 | 戰力變化 |
| Lollipop@F-阿緯 | 瀧炫武 | 中階異能行者→麻瓜 正常→失蹤→正常 很重義氣，不愛以多欺少、欺負女生。挑戰雷婷（小慈）時，在執的威脅下，因而收手，在第45集被Bass綁走，而造成八大高校前往終極一班嗆聲的主因。第57集被辜戰救了出來。 |              | 7300+→0  |
| 郭玄奇          | 左護法 | 中低階異能行者 正常 瀧炫武手下 |              | 4000+    |
| 林育賢          | 右護法 | 低階異能行者 正常 瀧炫武手下 |              | 3000+    |

### 其他人物
| 演員                         | 角色                                             | 介紹 | 本劇劇終戰力 | 戰力變化 |
| 汪東城                       | 汪大東 鐵時空：夏蘭荇德．天（夏天） 銅時空：Zack | 高階異能行者→麻瓜→高階異能行者 28歲，武器：龍紋鏊，10年前終極一班的老大，雷婷的男友。有遇強則強遇弱則弱的特殊體質。為了幫助夏天留在鐵時空，故委託脩護送雷婷返回金時空。目前不知雷婷受重傷與失蹤的事情。得知雷婷下落後便透過唉phone十和雷婷互相表達彼此的思念。最後和終極一班全體視訊要求辜戰保護雷婷，並告訴辜戰並不是一個人，還有終極一班的人關心他。目前在鐵時空參加大戰，僅在第59、60集客串。 |              | 9000~11500+（10年前）→0（荷包蛋大戰）→11000+（終極三國時）15000+（10年後）16000~18000（與葉思提對戰時）20000~25000+（去鐵時空協助夏天恢復異能失去一半戰力指數，並在鐵時空恢復戰力後）45000+（在鐵時空修煉後） |
| 王軼玲                       | 王瑪麗                                           | 高階異能行者 正常 舉手投足都充滿了吸引異性的魅力，長得十分漂亮，芭樂高中福利社的新老闆，事實上是止戈的小阿姨，止戈媽媽的妹妹，本劇後期喜歡上黑龍。 |              | 7500~11000 |
| 林奕勳 （海狗） （強辯樂團） | Bass 鐵時空：灸亣镸荖．萊（灸萊） 銅時空：凱大   | 高階異能行者 正常→死亡 獨孤狼的心腹手下，曾因被獨孤狼拯救而忠心於他。最後被吸乾戰力而死 |              | 15000+ →死亡 |
| 黃仲崑                       | 金龍                                             | 辜戰之父。 |              | 武力裁決所七大創始人之一 |
| 王自強                       | 老孫                                             | 雷婷的管家，負責其食衣住行，同時也是她重要的家人。會隨身攜帶電擊棒保護雷婷。認識榊覔與奚溪。 |              | 麻瓜 |
| SpeXial-風田                 | 榊覔                                             | 高階異能行者/異能醫生 正常 神醫。流塵家的御醫。原來只喜歡單細胞生物，對越難解決的病越有興趣，但後來被太陽吸引，導致患上性費洛蒙系統無限自動開啟，簡單來說就是掉進愛。他說的話除了他的翻譯助理奚溪，沒人能聽得懂他在說什麼。第60集已能自發性的學習說話 |              | 7000+ |
| 呂鋆峰                       | 奚溪                                             | 中高階異能行者 正常 榊覔的翻譯助理。 |              | 7000+ |

### 武力裁決所
| 演員   | 角色                                                                                           | 介紹 | 本劇劇終戰力 | 戰力變化                                                               |
| 那維勳 | 斷腸人（紅龍/段常仁） 鐵時空：葉赫那拉．思仁（葉思仁） 銅時空：日音王                          | 高階異能行者→麻瓜→超高階異能行者/心靈操控者 武力裁決所七大創始人之一，後為保命而自廢武功。以黑龍的身分入住精神病院，等待雷婷親自替大東傳話的期間，被Bass誤以為是黑龍而帶走。實際上是被獨孤狼作為實驗的白老鼠受盡折磨，第57集被辜戰救了出來。後在終極一班五覺醒第二人格，成為了擅長製造幻覺且心靈操控的瘋龍。 |              | 40000+（20年前）→0（自廢武功）→250000+（瘋龍人格覺醒後）               |
| 那維勳 | 黑龍（段曉仁） 鐵時空：葉赫那拉．思偍（葉思偍） 銀時空：孫堅 銅時空：日月王 銀時空2017：趙錢孫 | 高階魔化異能行者→麻瓜→高階異能行者 正常 武力裁決所七大創始人之一，斷腸人的雙胞胎弟弟。原為金時空大魔王與魔化異能行者，十年前因跟汪大東、王亞瑟、丁小雨、雷克斯等人的大戰，最後成魔失敗進精神病院。狂傲不桀，個性殘暴又有點神經質，將武力裁決所其它裁決者殺盡，為求成魔。在成魔失敗後，從過去惡貫滿盈的個性變得像個老頑童，凶狠之中又有可愛之處。對於哥哥斷腸人莫名的依戀，傲嬌的個性讓他產生，如果哥哥要死一定要死在我手裡的情感。因為哥哥斷腸人之前開福利社，所以對福利社的東西十分了解，和流塵結盟。不喜歡別人叫他大叔，要叫哥，只有他才可以問問題。為了尋找斷腸人的下落，與小慈赴約，故意吃下Bass的一擊而被抓住，後得知獨孤狼的計畫離開。 用盡了所有辦法尋找斷腸人（例如：搶走王瑪麗的手機要那個誰破解、將止戈解毒要他看金筆點龍等……），最後大戰，與止水合技攻擊獨孤狼未果。 |              | 25000+（20年前）→50000+（魔化）→85000+（成魔）→0→35000+→45000+（現今） |
| 秦楊   | 止水（登龍） 銅時空：王阿天                                                                    | 高階異能行者 正常→發瘋（終極一班5） 止戈的父親，武力裁決所七大創始人之一，止不住集團的董事長，不喜歡別人說他老，有很亮很獨特的登場方式。 |              | 20000+（20年前）→35000+（20年後）                                      |
|        | 丁雨（雨龍）                                                                                   | 高階異能行者 失蹤 丁小雨的父親，武力裁決所七大創始人之一。 |              | 25000+（20年前）                                                       |
|        | 雷鳴（雷龍）                                                                                   | 高階異能行者 失蹤 雷克斯的父親，武力裁決所七大創始人之一。 |              | 25000+（20年前）                                                       |
| 李㼈   | 王土龍（土龍）                                                                                 | 麻瓜 正常 王亞瑟的父親，武力裁決所七大創始人之一。（本劇未演出，詳見終極一班） |              | 0                                                                      |
|        | 瘋龍                                                                                           | 高階異能行者→未知 武力裁決所的七大創始人之一，可以偽裝任何人，20年前曾假扮黑龍，企圖殺害武力裁決所的創始人，是武力裁決所創始人裡面，戰力最高的人，則遭到企圖殺害的丁雨跟雷鳴並未死亡、下落不明，留下了丁小雨跟雷克斯。20年後跟藍家合作，偽裝成田欣跟李秘書陷害汪大東。偽裝成賈勇、王亞瑟等人，最後把武力裁決所的成員陷害，讓登龍發瘋，將紅龍（斷腸人）殺死，讓黑龍下體受傷，本劇未演出，詳情請參見終極一班5 |              | 50000+                                                                 |

### 芭樂人物
| 演員         | 角色                                                      | 介紹 | 本劇劇終戰力 | 戰力變化                         |
| 巴鈺         | 阿雞師 鐵時空：小情侶 銀時空：東漢書院老師 銅時空：詹姆絲 | 低階異能行者 終極一班成員，非常愛錢。對帥哥非常迷戀甚至發花癡。 |              | 200                              |
| NONO         | 薩必四                                                    | 低階異能行者→麻瓜 正常→失蹤→正常 是西瓜高中的「高三生」。曾帶人來芭樂高中挑釁，把「King」稱作為「Key」，於第三集在辜戰面前被bass抓走。第57集被辜戰救了出來。 |              | 3000→0                           |
| 應采靈       | 辜靜                                                      | 辜戰媽媽，在終極一班3時已經因病過世。本劇以回憶方式在47集登場 |              | 0                                |
| 謝其文       | 王醫師                                                    | 執的私人醫師。 |              | 0                                |
| 夏靖庭       | 賈勇 鐵時空：斬魔獵士 銀時空：呂伯奢                      | 海軍陸戰隊的福利社退伍軍人，為人好大喜功。十年前為訓導主任，如今已當上校長。 |              | 0                                |
| 葉蕙芝       | 古文靜 銀時空：魅娘(張魅娘)                               | 賈勇之妻，芭樂高中的教務主任兼國文老師。 |              | 0                                |
| 簡漢宗       | 蘇布啟 鐵時空：古拉依爾．宙王/信哥 銀時空：曲棍球裁判     | 芭樂高中的教官。 |              | 0                                |
| 小不點       | 魔幻吧噗老闆                                              | 低階異能行者 正常 歷史改變前（終極一班2 ）為花靈龍的隨從僕人。特徵為騎著摩托車、頭戴一頂冰淇淋造型的安全帽.裘球和辜戰想得到冰淇淋，但又因為他的神出鬼沒，而搞得一個頭兩個大，但也促成養眼的曖昧情愫。其販賣的冰淇淋口味是鹹的。                                                                   |              | 1000                             |
| 增山裕紀     | 李秘書                                                    | 高階異能行者 正常 止水的秘書，曾在斷腸人的攤子襲擊斷腸人。（詳見終極一班3） |              | 9000+                            |
| 黃萬伯       | 刀疤傑森 鐵時空：刀疤傑森 銀時空：李時針                  | 低階異能行者 正常 黑手幫的老大，在十年前的午夜十二點的捷運站事件被王亞瑟修理過。十年後成了小偷，在雷婷失蹤時闖空門，把雷婷家搞得亂七八糟，造成那個誰調查時以為和雷婷失蹤有所關連。當他現身之時，與金寶三胡扯並把闖空門之事嫁禍給金寶三。                                                          |              | 2000                             |
| SpeXial-子閎 | 中萬鈞 鐵時空：大戰人員 銅時空：項冥 銀時空2017：關羽     | 高階異能行者→武屍→麻瓜→高階異能行者 正常→死亡→武屍→正常 裘球之前喜歡對象，原戰力高達12000點，因為雷婷的一句話，將戰力壓抑到8700點，雷婷的青梅竹馬，後來變成武屍，最後脩彈奧費爾之罪洗掉異能，現在恢復至12000+僅在金寶三的對話提起，說他去當兵（並捐骨髓給裘球） 。 （未真正出現，僅在對話中提及） |              | 8700（原）→12000+（變成武屍） →0 |
| 黃安瑜       | 厲嫣嫣                                                    | 中階異能行者 正常 前終極一班同學，在對話中說他去日本留學。 （未真正出現，僅在對話中提及） |              | 7000+                            |
| SpeXial-明杰   | 花靈龍 鐵時空：葉神（陳偉） 銀時空2017：周瑜              | 中高階異能行者 正常 終極一班同學，金寶三對話中說目前跟中萬鈞當兵。 （未真正出現，僅在對話中提及） |              | 7500~8500+                       |

### 鐵時空
| 演員                                   | 角色                                                                              | 介紹 | 本劇劇終戰力 | 戰力變化                                                                       |
| 赤世代-脩                              | 呼延覺羅．脩 銀時空：劉備 銅時空：唯一（暝王）                                    | 風的原位高階異能行者 正常→失蹤 28歲，鐵克禁衛軍首席戰鬥團東城衞團長，葉赫那拉．宇香的丈夫。受大東委託護送雷婷返回金時空的途中遭到伏擊，不敢跟大東說雷婷受重傷且失憶的事。在接到阿香電話告知大戰不利時，與辜戰交待完事情後便返回參與大戰。 |              | 35000+ 30000+（銀時空受壓）→25000（大戰中受傷）→40000+（大戰後）               |
| 曾沛慈                                 | 葉赫那拉．宇香 金時空：雷婷 銀時空：小慈（孫尚香） 銅時空：潔客 銀時空2017：大喬  | 高階異能行者→高階魔化異能行者 正常→失蹤 呼延覺羅．脩的妻子，與脩跟夏天一同參與對抗狄阿怖玀魔尊的大戰，後被阿怖玀魔尊捉走要脅脩，在大戰結束後失蹤。                                                                                        |              | 16000→ 20000+（恢復魔性後）→28000+（大戰時）→（死亡）                          |
| 汪東城                                 | 夏蘭荇德．天 金時空：汪大東 銅時空：Zack                                          | 混元高階異能行者 正常→失蹤 終極鐵克人，在鐵時空遭到狄阿怖玀魔尊伏擊身受重傷，需要大東去幫他療傷，後為結束大戰與夏宇雙雙自我犧牲殞命。 （未真正出現，僅在對話中提及）                                                                      |              | 55000+（十年前）65000~80000+（十年後）20000~35000+（被狄阿怖玀魔尊伏擊後）死亡 |
| 汪東城                                 | 葉赫那拉．宇策 銀時空:孫策                                                        | 高階異能行者 正常→死亡 江東小霸王，葉赫那拉．宇香的哥哥。 （未真正出現，僅在對話中提及） |              | 25000+（十年前）                                                               |
| 炎亞綸                                 | 灸亣镸荖．舞 金時空：丁小雨                                                       | 雨的原位高階異能行者 正常→失蹤 鐵時空以及X象限時空的盟主，在鐵時空遭到狄阿怖玀魔尊襲擊而失蹤。 （未真正出現，僅在對話中提及） |              | 45000+（十年前）→未知（失蹤）                                                  |
| 黃仁德                                 | 吉吉如律．令                                                                      | 高階異能行者 正常→失蹤 30歲，鐵克禁衛軍西城衞團長，吉吉如律．苓的哥哥。 在鐵時空和灸舞盟主一起遭到狄阿怖玀魔尊襲擊而失蹤。 （未真正出現，僅在對話中提及）                                                                                 |              | 25000+（十年前）→未知（失蹤）                                                  |
| 文雨非 （終極一家） 阿喜 （終極X宿舍） | 吉吉如律．苓 （小聾女） 金時空：裘球 銀時空：小喬的朋友 銅時空：尹小楓            | 異能醫生 正常 古墓醫院的異能醫生，楊過的妻子。 （未真正出現，僅在對話中提及） |              | 15000+                                                                         |
| 那維勳                                 | 葉赫那拉．思偍 金時空：黑龍（段曉仁） 銅時空：日月王（加百列） 銀時空2017：趙錢孫 | 高階魔化異能行者 正常→失蹤 銀時空大魔王，江東校區東吳書院前任總校長，葉赫那拉．宇策、葉赫那拉．宇香的父親。 十年前在銀時空殺害了孫堅一家人，因此婆婆多次將黑龍誤認為葉思偍對其窮追猛打。 （未真正出現，僅在對話中提及）                   |              | 20000+ →10000+ →104000 →未知                                                   |

### 銀時空孫家
| 演員   | 角色            | 介紹 | 本劇劇終戰力 | 戰力變化                                                             |
| 那維勳 | 孫堅            | 高階異能行者 死亡 50歲，字文台，銀時空孫家真正的當家，孫權及小慈(真-孫尚香)的父親。於二十七年前遭葉赫那啦．思偍滅門，並被其取代身份。 |              | 35000+→0（死亡）                                                     |
| 修杰楷 | 孫權 (孫仲謀)   | 火屬性高階異能行者 正常 29歲，字仲謀，東吳書院校長。真孫堅之子，葉赫那拉．思偍養子，江東小霸王孫策的弟弟，孫尚香的二哥。 東吳書院校長，原江東校區江東高校學生會會長，擁有一支部隊，叫做仲王部隊。 在孫家唯一一個是銀時空的人，但成為了第五個知道鐵時空的事的人。 武力指數高達兩萬多點，文武雙全，行事快狠準，為達目的而不擇手段，故有人說：生子當如孫仲謀 （未真正出現，僅在對話中提及） |              | 20000+→22000+（使用燼烺燄+） （10年後）→28000+→30000+（使用燼烺燄+） |
| -      | 小慈            | 不詳 死亡 婆婆的親孫女，因為還沒長大就被婆婆與真正的孫尚香互換，疑似在15年前被葉思偍殺害。 |              | 不詳                                                                 |
| 丁也恬 | 婆婆            | 高階異能行者 正常 小慈的奶媽，要求執保護好小慈，有老人痴呆症。 |              | 9000~14000+ （因跨時空異能漂浮不定）                                 |
| －     | 孫策 （孫伯符） | 不詳 死亡 年齡不詳，字伯符，銀時空真正的孫策，27年前遭葉赫那拉．思偍殺害。 |              | 不詳                                                                 |

### 10年前終極一班
| 演員   | 角色                                                                | 介紹 | 本劇劇終戰力                                                                                                   | 戰力變化 |
| 辰亦儒 | 王亞瑟 鐵時空：古拉依爾．蘭陵王                                     | 高階異能行者→高階魔化異能行者→麻瓜→高階異能行者 正常 續作終極一班班導 武器：石中劍（可控制） 28歲，土龍幫幫主，10年前終極一班學生，五熊的丈夫，跟汪大東還有丁小雨是莫逆之交。前KO3，現為終極一班老師。與小八之間有神秘的關係。真實身分是黑道的太子爺。雖然他的背景讓人不寒而慄，但他卻鮮少動用黑道勢力，他十分有型，而且對他的髮型更是在乎，個性陰柔城府甚深。 | 9000+→9200+（生氣）12500+（魔化） →20000+（成魔） →0→11000+ （10年前）→32000+（10年後）→42000+（可控制石中劍） |          |
| 炎亞綸 | 丁小雨 鐵時空：灸亣長荖．舞                                         | 中高階異能行者→麻瓜→高階異能行者 正常 28岁，武器：阿瑞斯之手 10年前南區轉來終極一班，跟汪大東王亞瑟是莫逆之交，目前在銅時空進行任務。 | 8500~9100+（極限） →13000~17500+（戴上阿瑞斯之手時）→0→11000+ （10年前）→22000+（10年後）→35000+（阿瑞斯之手） |          |
| 寒     | 蔡雲寒（金剛姐姐） 鐵時空：韓克拉瑪．寒/韓克拉瑪．冰心 銀時空：大喬 | 高阶異能行者 正常 前任終極一班班導 汪大東、金寶三 十年前的同學，慣用武器為「痛不欲生實話鞭」。 28歲，魔羯座，原為南區分局辦案效率最高與證照最多的刑警，並持有甲級廚師、急救員、職業怪手、不動產估價、指甲彩繪、婚禮顧問、寵物美容、教師資格、魔術師和禮儀師等證照。卻為了自己的姻緣而回終極一班擔任導師。 有強迫症，受不了排列不整齊的東西和邋遢的穿著，只要看到曹吉利與學生服裝儀容不整就會忍不住動手調整。 上課時規定學生要帶課本，不會干涉學生是否要考大學，也可以做自己的事，若干擾到她教學，小心會有粉筆飛過來。 另有非常嚴重的花粉症，無論收到的花是真是假都認為有人要對自己不利。沒異性緣，目前還沒交男朋友，止戈喜歡的對象。 | 7400 →11000+（10年後）                                                                                         |          |
| 蔡宜臻 | 蔡五熊（金剛妹妹） 銀時空：小喬                                     | 中階異能行者→麻瓜→高階異能行者 蔡雲寒的妹妹，從小被猿族扶養長大，十年前終極一班學生，王亞瑟女朋友。 在十年前善惡大戰中用體內的猿族鎮山之寶「熊珠」使黑龍一度失去戰力指數，10年後恢復至9000多點。 | 7000→0→9000+（10年後）                                                                                         |          |
| 吳尊   | 田弘光 鐵時空：火焰使者                                             | 高階異能行者→魔化高階異能行者→麻瓜 正常→死亡→武屍→正常 31歲，田欣的弟弟，生日:8/4，獅子座，人稱「無名」，慣用右手，使用的武器為龍斬，來自濟州高校，在學習成績方面是個優等生，在遵守校規方面是個劣等生，經常與人鬥毆，而且每戰必勝，他的姐姐田欣總是為他擔心。不幸遭到黑龍暗算，被封住最後一口氣息，成為武屍‧尊，是KO榜第一位戰力指數突破萬點的人物，其戰力指數高達22000點（原15000），因黑龍盡失武功，令全部武屍失去武功，自己也失去武功。後來變了麻瓜，並非白道異能界盟主 | 15000+→22000（成为武尸。尊）→0（武力全失）                                                                     |          |
| 龔繼安 | 技安                                                                | 拔魔戰士 正常 武器：拔魔斬 十年前終極一班的學生（詳見終極一班）。拔魔島的拔魔戰士，受盟主指派，來到銅時空執行任務。 | 0（拔魔戰士本身並沒有戰力指數） →30000+（遇到魔物時）                                                          |          |
| 唐禹哲 | 雷克斯 鐵時空：夏蘭荇德．宇/鬼鳳                                    | 高階異能行者→魔化高階異能行者→麻瓜→高階異能行者 正常→死亡→武屍→正常 汪大東從小一起長大的好朋友，十年前終極一班的學生。 人稱「戰神」，慣用武器為「阿瑞斯之手」。 遭到黑龍暗算，而成為「武屍．奪」，後被金筆客所救，暫時制住心中的魔。最後因黑龍成魔失後失去戰力指數，而自己的戰力指數也跟著消失，後因夏蘭筕德。宇來幫忙恢復戰力到11500點，10年後修練到35000點。 | 10000+→15000（變成武屍。奪）→0→11500+（10年前）→35000+（10年後）→40000+                                        |          |
| 巴戈   | 錢萊冶（金筆客） 鐵時空：殺千刀 銀時空：左慈                        | 超高階異能行者 正常 十年前芭樂高中的校長，《金筆點龍》的作者。 因其內容過於刻劃人性，被以前的武林高手一致封殺。 在芭樂高中廣播室設下了一道封印之門，只有純善之人才能打開。 | 60000+ |          |
| 殷悅   | 田欣                                                                | 麻瓜（未開發超高階異能行者） 正常 十年前終極一班的英文老師與班導，大東的夢中情人。 父母為前任武林盟主，是百年難得一見的練武奇才，弟弟為田弘光（前KO.1）。 其潛力將近100萬點（詳見終極一班）。 8年前結婚與丈夫移民國外，並生下2個女兒，汪大東暗戀對象（詳見終極一班）。 | 0（潛力1000000+）                                                                                              |          |
| 未知   | 前武林盟主                                                          | 高階異能行者 正常→死亡 田弘光和田欣之父，武功高於武力裁決所的所有裁決人，20年前曾和黑龍對戰，擊敗黑龍，但15年前慘遭魔化黑龍殺害。 | 40000+（20年前）                                                                                               |          |

## 終極用語

### 終極武器
| 名稱           | 持有者 | 介紹 | 集數 |
| 不按牌理出牌   | 執     | 相傳是由英格蘭女王血腥瑪麗所珍藏的占卜用具，占卜結果奇準無比，道盡世態百象，但也因此吸收了不少不滿結果的受占者怨念與憤恨，成了每擲必中的暗器。     | 5    |
| 飛輪嗨嗨嗨     | 太陽   | 是由坦博火山熔岩製成，會散發出攝氏4700度的強力熱能，只有擁有者能不被灼其傷，性格喜歡交朋友，但因其燥熱體質，常有｢我不殺伯仁，伯仁卻被我燒死｣的感慨 | 4    |
| 透視機激光光鏡 | 流塵   | 由近代物理學之父伽利略家族發明，以上古冰河時期之永凍水晶打造，多層、多焦、多慮，能偵測敵情，搭載敵資，但患有憂鬱症，常離家出走。                   | 4    |

### 終極百科
| 名稱           | 持有者         | 介紹                                                                                           | 集數 |
| 小蘋果國際高校 | 執、流塵、太陽 | 傳說中的貴族學校，有人說它的校區隱身在眾多商業大樓之間，也有人說心中有小蘋果，到哪都是小蘋果。 | 5    |

## 大事記
2015年
- 3月17日，SpeXial代表本劇出席香港國際影視節2015行前記者會。
- 3月22日，曾沛慈、SpeXial前往香港舉辦「華人偶像『星』勢力，引領台灣戲劇『星』潮流 獨家見面會」，並宣傳《明若曉溪》與《終極一班4》。
- 3月23日，曾沛慈、SpeXial出席香港國際影視節2015，並宣佈《終極一班4》將由汪東城、曾沛慈、子閎領銜主演。
- 5月13日，SpeXial-子閎宣佈入伍，暫時停止演藝事業一年，而劇本需作出調整。
- 5月25日，《終極一班4》Facebook官方粉絲專頁正式開放。
- 12月10日，《終極一班4》正式開機。
- 12月11日，汪東城宣佈因檔期問題確定辭演《終極一班4》。[1]

2016年
- 3月10日，曾沛慈、SpeXial前往北京出席2016優酷會員品牌戰略發佈會，並宣傳《終極一班4》。
- 4月20日，優酷春集發布會發布1分半片花並宣傳劇情部分看點。
- 5月8日，全劇殺青。
- 6月7日，片頭首播。
- 6月15日，片尾首播。
- 6月23日，北京開播發布會。
- 6月27日起，終極一班4將於每週一至週五晚間八點半首播。
- 8月23日，全劇播畢。

拍攝
- 桃園：武陵高中
- 桃園：啟英高中
- 桃園：永豐高中
- 桃園：平鎮高中
- 桃園：龍華科技大學
- 基隆：基隆高中（校園教學區）（圖書館）
- 台北：南港高工（校門）
- 台北：四四南村
- 台北：客家園區跨提平台（辜裘）
- 台北：政大附中

## 電視劇歌曲
| 曲別         | 歌名                 | 演唱者  | 作詞               | 作曲           |
| 片頭曲、插曲 | Boyz On Fire         | SpeXial | 紀佳松、Jerry Feng | 紀佳松         |
| 片尾曲、插曲 | 我不是你該愛的那個人 | 曾沛慈  | 黃婷               | 鴉片丹         |
| 插曲         | 我好寂寞             | A'N'D   | 陳德修             | 陳德修         |
| 插曲         | Break it down 11.11  | SpeXial | Jerry Feng         | 都智文、紀佳松 |

## 製作團隊
- 導演：吳建新
- 製作人：黃萬伯
- 武術導演：周育生
- 製片統籌：張志偉
- 編劇統籌：龔敏惠（編劇統籌）鄒湘秦、邵慧婷

## 外部連結
- 終極一班4官方Facebook （页面存档备份，存于）
- 終極一班4官方網站 （页面存档备份，存于）

| 臺灣 八大綜合台 每週一至週五晚間20:30-21:00首播 · 9月19日改為20:00-21:00首播 | 臺灣 八大綜合台 每週一至週五晚間20:30-21:00首播 · 9月19日改為20:00-21:00首播 | 臺灣 八大綜合台 每週一至週五晚間20:30-21:00首播 · 9月19日改為20:00-21:00首播 |
| ---------------------------------------------------------------------------- | ---------------------------------------------------------------------------- | ---------------------------------------------------------------------------- |
|                                                                              | 終極一班4 （2016年6月27日－9月16日）                                         |                                                                              |
| 終極一班3 （2016年5月19日－6月27日）                                         | 終極遊俠 （2016年9月19日－10月14日）                                         |                                                                              |
| 龍華偶像台 星期一至五 20:00－22:00 節目                                      |                                                                              |                                                                              |
| 麻醉風暴 重播                                                                | 終極一班4 四集連播 （2017年8月18日－9月7日）                                 | 失去你的那一天 重播                                                          |